# Ludovico Cigoli

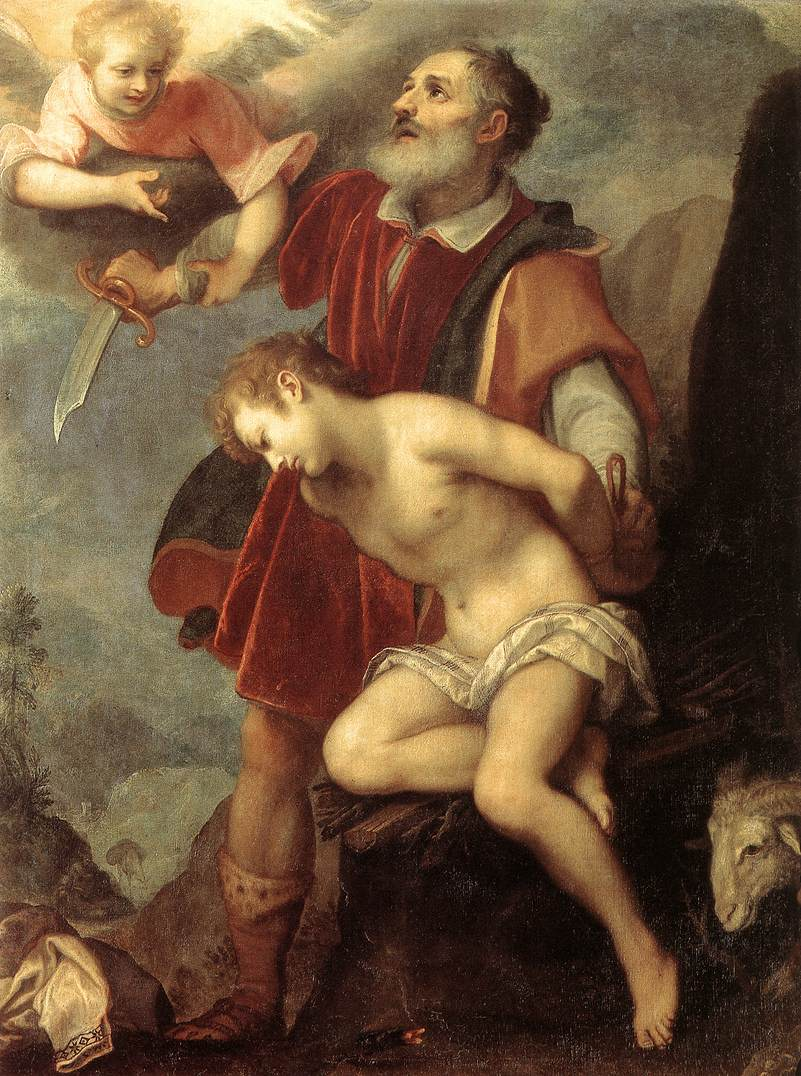
Il sacrificio di Isacco, av Ludovico Cigoli.

Ludovico Cigoli (egentligen Ludovico Cardi da Cigoli), född 21 september 1559 i Cigoli, Italien, död 8 juni 1613 i Rom, var en italiensk målare och arkitekt under manierism och ungbarock.
Cigoli lärde sig måla i Cristofano Alloris ateljé och undervisades i arkitektur av Bernardo Buontalenti men tog även intryck av Santi di Tito och Jacopo da Pontormo. Efter 1604 bodde han mestadels i Rom. I sina senare verk hade han frigjort sig från den florentinska manierismen. Hans verk utgörs till största delen av religiösa kompositioner, och påminner stilmässigt om Federico Barocci.
En tavla med Den helige Franciscus finns på Nationalmuseum
 i Stockholm.